# Ștefan Rusu (delegat)
Ștefan Rusu (n. 28 mai 1864, Viile Tecii – d. 23 octombrie 1947, Brașov) a fost un deputat în Marea Adunare Națională de la Alba Iulia, organismul legislativ reprezentativ al „tuturor românilor din Transilvania, Banat și Țara Ungurească”, cel care a adoptat hotărârea privind Unirea Transilvaniei cu România, la 1 decembrie 1918.:p. 77

## Biografie
Ștefan Rusu, născut în localitatea Viile Tecii, județul Bistrița-Năsăud, a urmat studiile la Institutul de Teologie Andrei Șaguna din orașul Sibiu devenind preot în Nazna iar din 1904 este numit protopop de Târgu-Mureș. A fost membru al Despărțământului Târgu-Mureș al Astrei. Este ales ca membru în Consiliul Național comitatens din Târgu-Mureș. După 1918 a fost membru al P.N.R. apoi al P.N.L. deținând funcții importante în conducerea județeană a P.N.L. A fost desemnat senator al P.N.L. între anii 1922-1927, 1927-1928 și 1934-1937. A decedat la data de 23 octombrie 1947 în Brașov.

## Activitatea politică
A fost ales ca delegat de drept al protopopiatului ortodox Târgu-Mureș, la Marea Adunare Națională de la Alba Iulia de la 1 decembrie 1918.:p.265

## Decorații
A fost decorat cu ordinul Coroana României în grad de ofițer și cu Steaua României în grad de ofițer.:p.265